# Man vs. Machine
Man vs. Machine er et album med rapperen Xzibit. Det blev udgivet den 1. oktober 2002 og er hans fjerde album der er blevet udgivet. Særlige gæster: bl.a. Dr. Dre, Snoop Dogg, Eminem, M.O.P., og Nate Dogg. Producenter på albummet er Ric Rock, Bink, Rockwilder, Erick Sermon, DJ Premier, og Dr. Dre (som også var executive producer).
| Musik | Spire Denne musikartikel er en spire som bør udbygges. Du er velkommen til at hjælpe Wikipedia ved at udvide den. |